# Valmiera FC
Valmiera Football Club (sedan 2020) eller Valmiera FC är en fotbollsklubb i Lettland i Valmiera.

## Placering tidigare säsonger
| Säsong | Nivå | Liga     | Placering | Webbplats | Notering                 |
| ------ | ---- | -------- | --------- | --------- | ------------------------ |
| 2014   | 1    | 1. līga  | 3         | [ 2 ]     |                          |
| 2015   | 1    | 1. līga  | 2         | [ 3 ]     |                          |
| 2016   | 1    | 1. līga  | 4         | [ 4 ]     |                          |
| 2017   | 1    | 1. līga  | 1         | [ 5 ]     | Uppflyttad till Virslīga |
| 2018   | 1    | Virslīga | 8         | [ 6 ]     |                          |
| 2019   | 1    | Virslīga | 4         | [ 7 ]     |                          |
| 2020   | 1    | Virslīga | 3         | [ 8 ]     |                          |
| 2021   | 1    | Virslīga | 2         | [ 9 ]     |                          |
| 2022   | 1    | Virslīga | 1         | [ 10 ]    |                          |
| 2023   | 1    | Virslīga | 4         | [ 11 ]    |                          |
| 2024   | 1    | Virslīga | 4         | [ 12 ]    |                          |

## Trupp 2022
Uppdaterad: 21 april 2022
| Nr | Land     | Pos | Namn                   |
| -- | -------- | --- | ---------------------- |
| 1  | Lettland | MV  | Rihards Matrevics      |
| 2  | Lettland | F   | Daniels Balodis        |
| 3  | Ukraina  | F   | Roman Yakuba           |
| 4  | Lettland | F   | Roberts Veips          |
| 5  | Lettland | A   | Kristers Neilands      |
| 6  | Ukraina  | MF  | Ivan Zhelizko          |
| 7  | Lettland | A   | Raimonds Krollis       |
| 8  | Lettland | MF  | Kristers Čudars        |
| 10 | Lettland | F   | Alvis Jaunzems         |
| 11 | Colombia | MF  | Camilo Mena            |
| 12 | Lettland | MV  | Vjaceslavs Kudrjavcevs |
| 14 | Georgien | MF  | Luka Silagadze         |
| 17 | Senegal  | F   | Pape Fall              |
| 18 | Lettland | MF  | Niks Dusalijevs        |

| Nr | Land     | Pos | Namn               |
| -- | -------- | --- | ------------------ |
| 19 | Senegal  | A   | Djibril Guèye      |
| 21 | Lettland | MF  | Kristers Penkevics |
| 22 | Senegal  | MF  | Meissa Diop        |
| 23 | Lettland | F   | Maksims Toņiševs   |
| 26 | Lettland | MV  | Klāvs Lauva        |
| 27 | Lettland | F   | Emils Birka        |
| 30 | Lettland | MF  | Oļģerds Raščevskis |
| 32 | Uganda   | A   | Derrick Kakooza    |
| 41 | Japan    | MF  | Daisuke Yokota     |
| 71 | Japan    | MF  | Masaki Murata      |
| 91 | Lettland | A   | Kristers Lūsiņš    |
|    | Senegal  | F   | Seydina Keita      |
|    | Lettland | MF  | Artjoms Šaboha     |
|    | Lettland | A   | Kristiāns Kaušelis |